# The Phoenix (will rise)
「The Phoenix (will rise)」（ザ・フェニックス ウィル・ライズ）は、日本のヒップホップユニット、OZROSAURUSの6枚目のシングルである。2005年10月26日発売。発売元はポニーキャニオン。

## 概要
- PV監督は薗田賢次。

## 収録曲
1. The Phoenix (will rise)[4:58]
トラックは制作の4、5年前にDJ PMXからもらっていたもの。アルバム『Rhyme&Blues』制作時にDJ PMXにシングル用のトラックを別に新しく依頼したが、DJ PMXの意向でこのトラックを使用することとなった。トラックの骨組みは制作当時そのままであるが、これに新たに音を加えて完成した[1]。
2. 眩暈 (めまい)[4:32]
3. MEDLEY～LIVE at Yokohama bay Hall-WEST FEST 2004[10:06]
2004年に横浜ベイホールにて行われたライブ音源のダイジェスト。
曲目：CHECK ME NOW／ROLLING ROLL UP／WHOOO／RULE／少女A／045BB／追い越し可／Rollin' 045／Hey Girl／AREA AREA
4. The Phoenix (will rise) ～Instrumental[4:57]

## 収録アルバム
- オリジナル『Rhyme&Blues』（2006年3月15日）
- DJ PMX『LocoHAMA CRUISING DVD MIX』（2010年2月24日）
- FILLMORE／DS455『AZIAN RAPSTA MIXXXED BY:FILLMORE』（2010年3月24日）
- DJ MASTERKEY『FROM THE STREETS Back Again』（2010年6月30日）